# Inula helianthus-aquatilis
Inula helianthusaquatilis là một loài thực vật có hoa trong họ Cúc. Loài này được C.Y.Wu ex Ling mô tả khoa học đầu tiên năm 1965.